# تشارلز إم. لا فوليت
تشارلز إم. لا فوليت هو محامي وسياسي أمريكي، ولد في 27 فبراير 1898 في نيو ألباني في الولايات المتحدة، وتوفي في 27 يونيو 1974 في ترنتون في الولايات المتحدة. نشط حزبياً في الحزب الجمهوري. وقد انتخب عضو مجلس نواب إنديانا ‏ وانتخب عضو مجلس النواب الأمريكي.

## وصلات خارجية
- تشارلز إم. لا فوليت على موقع مونزينجر (الألمانية)
- تشارلز إم. لا فوليت على موقع إن إن دي بي (الإنجليزية)